# Masters de Hamburgo 1982
El Abierto de Hamburgo de 1982 fue un torneo de tenis jugado sobre tierra batida, que fue parte de las Masters Series. Tuvo lugar en Hamburgo, Alemania, desde el 10 de mayo hasta el 16 de mayo de 1982.

## Campeones

### Individuales
José Higueras vence a  Peter McNamara, 4-6, 6-7, 7-6, 6-3, 7-6

### Dobles
Pavel Složil /  Tomáš Šmíd vencen a  Anders Järryd /  Hans Simonsson, 6-4, 6-3